# Controvèrsia sobre l'energia nuclear

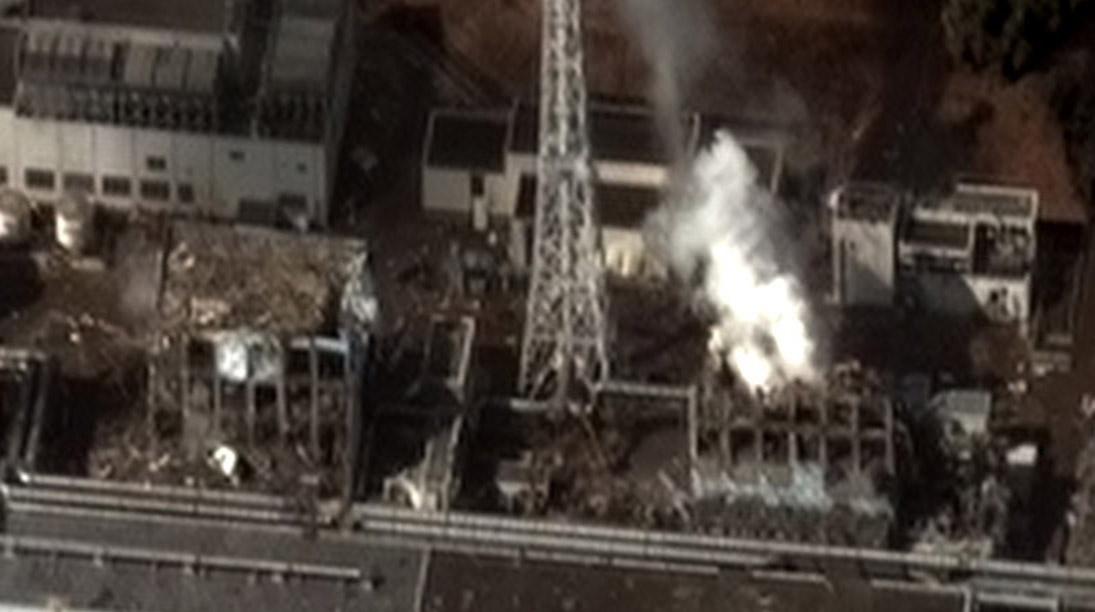
El 2011, l'accident nuclear de Fukushima I, el pitjor accident nuclear en 25 anys, va desplaçar a 50.000 persones de casa seva degut al material radioactiu filtrat en l'aire, la terra i el mar. Els controls de radiació van conduir a la prohibició d'alguns enviaments de vegetals i peixos.

La controvèrsia sobre l'energia nuclear és present, i ha envoltat la implantació i utilització dels reactors de fissió nuclear per generar electricitat a partir de combustible nuclear per a fins civils. El debat sobre l'energia nuclear va aconseguir el seu punt màxim durant els anys 1970 i 1980, quan es "va aconseguir una intensitat sense precedents en la història de les controvèrsies sobre la tecnologia", en alguns països.
Els defensors de l'energia nuclear argumenten que l'energia nuclear és una font d'energia sostenible que redueix les emissions de carboni i pot augmentar la seguretat energètica si el seu ús suplanta una dependència dels combustibles importats. Els defensors avancen la idea que l'energia nuclear pràcticament no produeix contaminació de l'aire, en contrast amb cap alternativa viable de combustibles fòssils. Els defensors també creuen que l'energia nuclear és l'únic camí viable per aconseguir la independència energètica de la majoria dels països occidentals. Fan èmfasi que els riscos de l'emmagatzematge dels residus són petits i es poden reduir encara més mitjançant l'ús de l'última tecnologia dels nous reactors, i que l'historial de seguretat operacional en el món occidental és excel·lent en comparació amb els altres tipus principals de plantes d'energia.
Els opositors diuen que l'energia nuclear planteja nombroses amenaces a les persones i al medi ambient i els estudis publicats qüestionen si mai serà una font d'energia sostenible. Aquestes amenaces inclouen riscos per a la salut i el dany ambiental de la mineria de l'urani, el processament i el transport, el risc de la proliferació d'armes nuclears o de sabotatge, i el problema no resolt dels residus nuclears radioactius. També sostenen que els mateixos reactors són màquines enormement complexes on moltes coses poden fallar i anar malament, i que han provocat molts accidents nuclears greus. Els crítics no creuen que aquests riscos es poden reduir a través de les noves tecnologies. Ells argumenten que si es consideren totes les etapes d'alt consum energètic del cicle del combustible nuclear, des de la mineria de l'urani fins al desmantellament de les instal·lacions nuclears, la conclusió és que l'energia nuclear resulta que no és una font d'electricitat amb baixes emissions de carboni.